# Микулич, Елена Владимировна
Еле́на Влади́мировна Мику́лич (бел. Алена Уладзіміраўна Мікуліч; род. 21 февраля 1977, Минск) — белорусская гребчиха, выступала за сборную Белоруссии по академической гребле во второй половине 1990-х годов. Бронзовая призёрша летних Олимпийских игр в Атланте, чемпионка мира, многократная победительница этапов Кубка мира, республиканских и молодёжных регат. На соревнованиях представляла город Минск, заслуженный мастер спорта Республики Беларусь.

## Биография
Родилась 21 февраля 1977 года в Минске. Активно заниматься академической греблей начала в раннем детстве, проходила подготовку на местной гребной базе.
В 1995 году побывала на молодёжном чемпионате мира в польской Познани, где заняла пятое место в зачёте парных четвёрок. Благодаря череде удачных выступлений удостоилась права защищать честь страны на летних Олимпийских играх 1996 года в Атланте — в составе команды, куда также вошли гребчихи Марина Знак, Наталья Волчек, Наталья Стасюк, Тамара Давыденко, Валентина Скрабатун, Наталья Лавриненко, Александра Панькина и рулевая Ярослава Павлович, завоевала в программе распашных восьмёрок бронзовую медаль, пропустив вперёд только экипажи из Румынии и Канады. За это достижение в 1997 году удостоена почётного звания «Заслуженный мастер спорта Республики Беларусь».
На различных этапах Кубка мира 1997 и 1998 годов Микулич неоднократно становилась победительницей и призёркой, тогда как в 1999 году на мировом первенстве в канадском Сент-Катаринсе взяла золото в безрульных четвёрках, обогнав в финальном заезде всех своих соперниц.
После завершения карьеры профессиональной спортсменки стала спортивной чиновницей, занимала должность директора минской специализированной детско-юношеской школы олимпийского резерва по академической гребле.
В настоящее время работает заместителем директора Минского городского центра олимпийского резерва по лёгкой атлетике «Атлет».